# Ben Vereen
Ben Vereen (nome de batismo: Benjamin Augustus Middleton; Laurinburg, 10 de outubro de 1946) é um ator, bailarino e cantor norte-americano, mais conhecido por seu trabalho nos musicais da Broadway.
Participou de diversos musicais de sucesso nos palcos, como Hair, Charity, Meu Amor, Jesus Cristo Superstar e Chicago, conseguindo visibilidade internacional em 1979, com um dos principais papéis de All That Jazz, ao lado de Roy Scheider e Jessica Lange, o filme de Bob Fosse premiado no Festival de Cannes.

## Carreira

### Teatro
Vereen foi nomeado para o Tony Award por Jesus Cristo Superstar em 1972, vindo a ganhá-lo no ano seguinte por seu papel em Pippin, dirigido por Bob Fosse, e fez vários one-man show nos palcos nas décadas seguintes.

### Cinema e televisão
Seus principais trabalhos no cinema foram em Funny Lady (1975), com Barbra Streisand e All That Jazz. Na televisão, ele participou de diversas séries como The Fresh Prince of Bel-Air, fazendo o pai de Will Smith, Star Trek: The Next Generation e The Nanny, mas seu papel mais conhecido foi o de "Chicken George" Moore na renomada série Raízes, da ABC, premiada com nove Prêmios Emmy e um Globo de Ouro em 1977.

## Vida pessoal
Tendo crescido e estudado em Miami e em Nova York, no fim dos anos 60, ao fazer a petição para obter um passaporte, Vereen descobriu ser filho adotivo. Sua certidão de nascimento assinalava que ele havia sido batizado como Benjamin Augustus Middleton, sua mãe biológica chamava-se Essie Middletone e ele havia nascido em Laurinburg, na Carolina do Norte. Em abril de 2006, ele visitou Laurinburg com um genealogista e descobriu que sua mãe, chamada Essie May Pearson, havia morrido 24 anos antes. Segundo suas descobertas, Essie tinha saído em viagem quando ele era um bebê e o havia deixado aos cuidados de outra pessoa. Quando ela retornou, o filho havia desaparecido. Em maio de 2006, ele conheceu a filha de Essie, sua irmã, Gloria Walker, de New Haven, Connecticut.  Ele é o padrinho de batismo do cantor de R&B Usher.
Em 1992, Vereen sofreu um acidente de madrugada na Pacific Coast Highway, na Califórnia, quando andava aturdido e apenas de calção pela estrada e foi atropelado pelo produtor musical canadense David Foster. Apesar de ser jogado a 30 metros de distância, ele sobreviveu. Depois ele diria que o acidente provavelmente o tinha salvado a vida, recuperando-o dos sérios problemas com alcoolismo que ele vinha tendo após a morte da filha. Após o acidente ele precisou de fazer um longo tratamento de reabilitação para recuperar a fala.
Em 2007, foi diagnosticado com o tipo 2 de diabetes.